# Ilhas Selvagens
As Ilhas Selvagens são um subarquipélago do arquipélago da Madeira, Portugal, localizado no Oceano Atlântico. Administrativamente, fazem parte da freguesia da Sé, concelho do Funchal, Região Autónoma da Madeira. Situam-se a 165 km a norte da arquipélago das Ilhas Canárias, a 250 km ao sul da cidade do Funchal (Madeira), a cerca de 250 km a oeste da costa africana, a cerca de 1 000 km a sudoeste do continente europeu. As Selvagens são constituídas por duas ilhas principais e várias ilhotas, que, tal como quase todas as ilhas da Macaronésia, têm origem vulcânica. O arquipélago é um santuário para aves, é muito agreste e tem uma área total de 273 ha.
Actualmente existem quatro habitantes permanentes na Selvagem Grande e dois semipermanentes na Selvagem Pequena, guardas do Parque Natural da Madeira, sendo também visitada periodicamente por pessoal da Armada Portuguesa ao serviço da Direção de Faróis. Para além disso, a Selvagem Grande é habitada várias vezes por ano pela família Zino, do Funchal, que lá possui uma casa.
O Estado Espanhol tem insistido em que a delimitação da Zona Económica Exclusiva (200 milhas náuticas) se faça ignorando as Selvagens, ao considerá-las como rochas, enquanto que o Estado Português insiste na sua classificação como ilhas, ampliando assim a Zona Económica Exclusiva (ZEE) portuguesa.
Apesar de serem remotas e isoladas, as ilhas já receberam visitas oficiais de quatro presidentes da República Portuguesa, Mário Soares, Jorge Sampaio, Cavaco Silva e Marcelo Rebelo de Sousa, sendo Cavaco Silva o primeiro presidente a pernoitar numa das ilhas (Selvagem Grande) na noite de 18 para 19 de julho de 2013, actos de soberania que visaram reforçar a identidade e solidariedade nacionais e evidenciar o seu estatuto como reserva natural nacional. A Reserva Natural das Ilhas Selvagens (que integra o Parque Natural da Madeira) foi criada em 1971, sendo uma das mais antigas reservas naturais de Portugal.
Neste sentido, a partir de 21 de agosto de 2016, dois elementos da Polícia Marítima de Portugal permanecem no território 24 horas por dia.

## O arquipélago

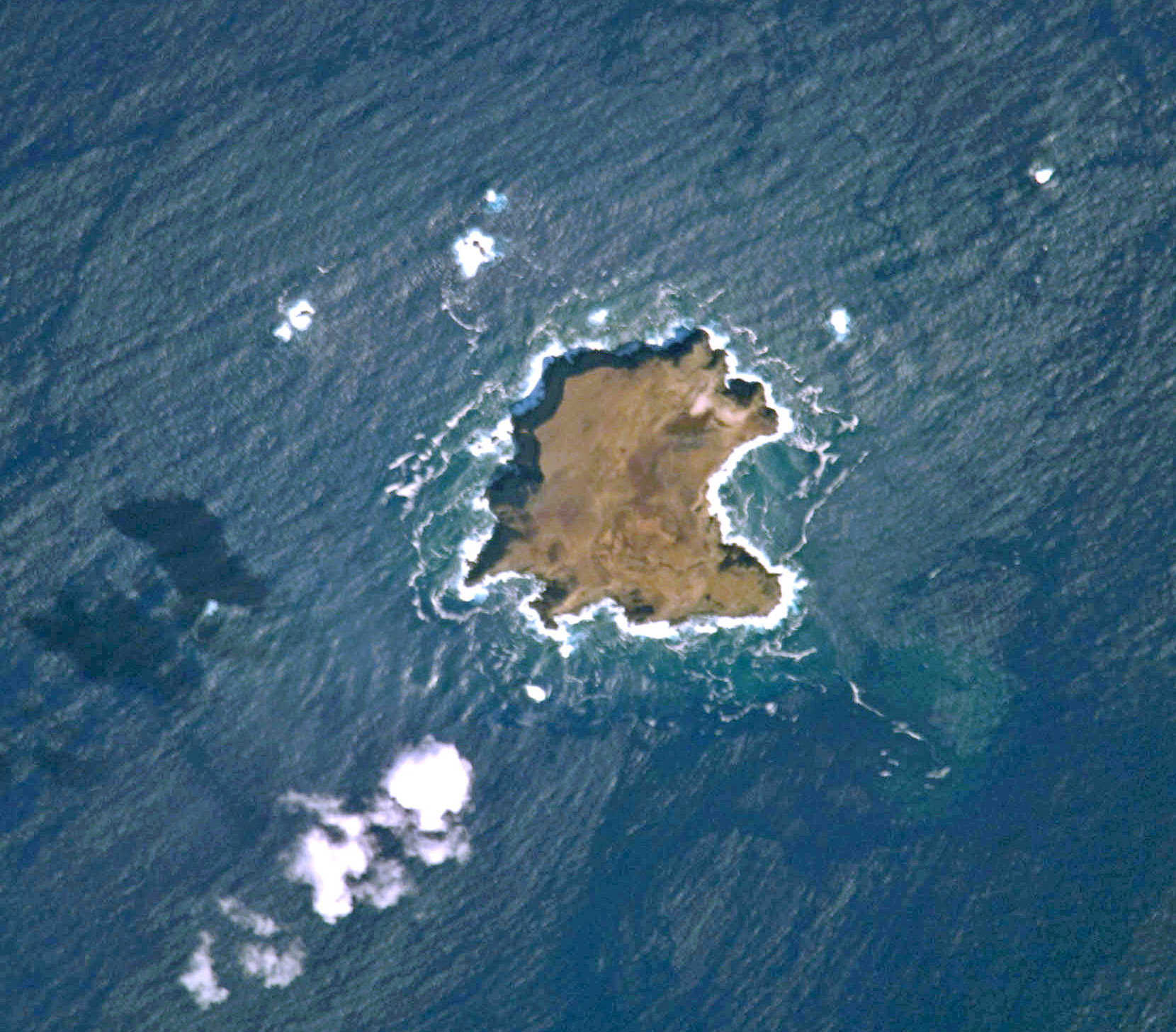
Fotografia aérea do grupo nordeste, incluindo a Selvagem Grande

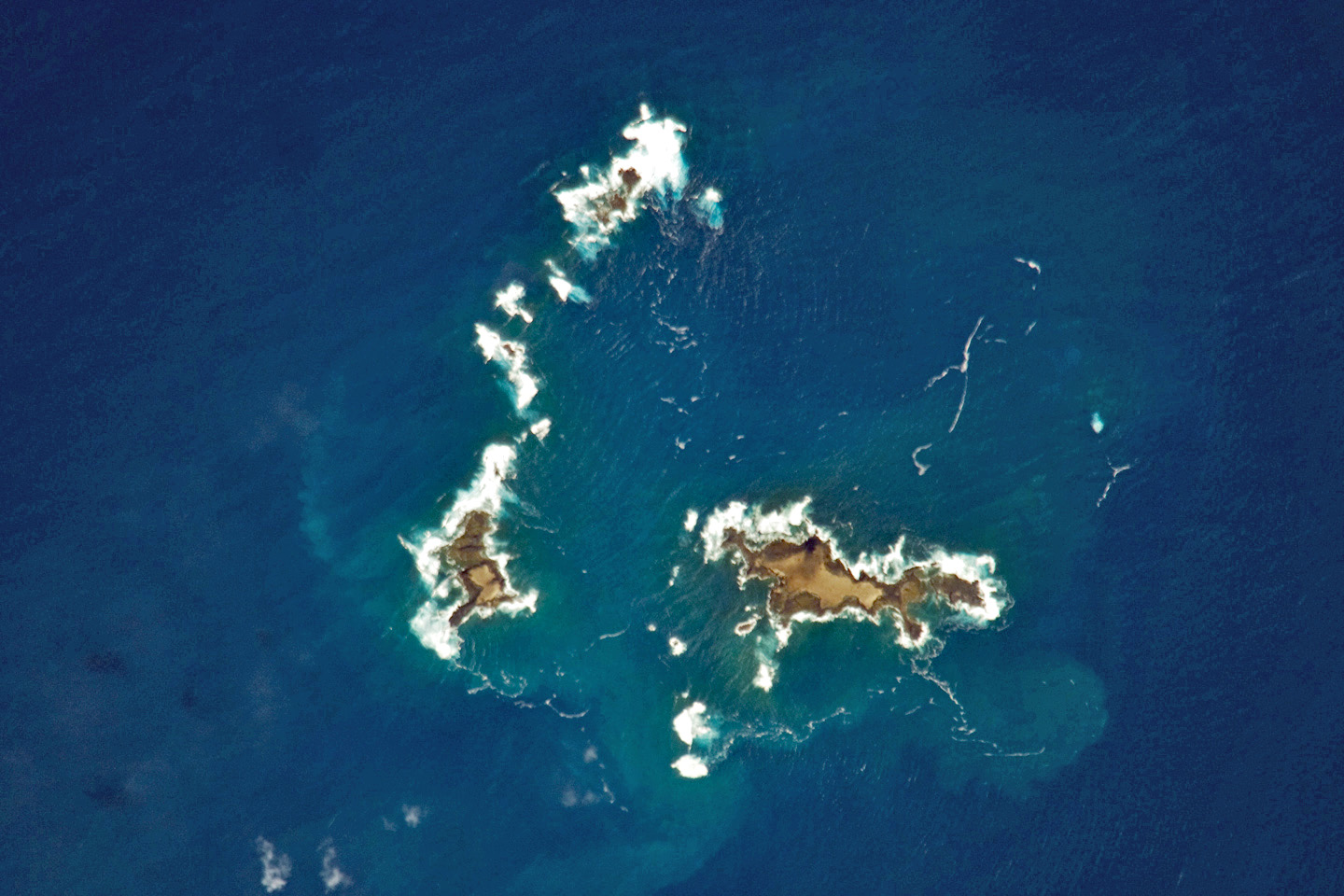
Fotografia aérea do grupo sudoeste, incluindo a Selvagem Pequena

O arquipélago consiste em dois grupos. O grupo nordeste compreende a "Ilha Selvagem Grande" e três pequenas ilhotas, "Palheiro da Terra", "Palheiro do Mar" e "Sinho". O grupo sudoeste compreende a "Ilha Selvagem Pequena" e o "Ilhéu de Fora" entre numerosos ilhéus mais pequenos que incluem o "Alto", o "Comprido", o "Redondo", "Pequeno", "Grande", "Ilhéu do Sul" e o pequeno grupo dos "Ilhéus do Norte". Uma extensa barreira de recifes circunda o arquipélago e torna difícil ancorar nas costas das ilhas.
As ilhas Selvagem Grande e Selvagem Pequena distam 15 km uma da outra. Existem dois países mais pequenos em área que as Selvagens: o Vaticano (44 hectares) e Mónaco (195 hectares).

## Temperatura e ambiente

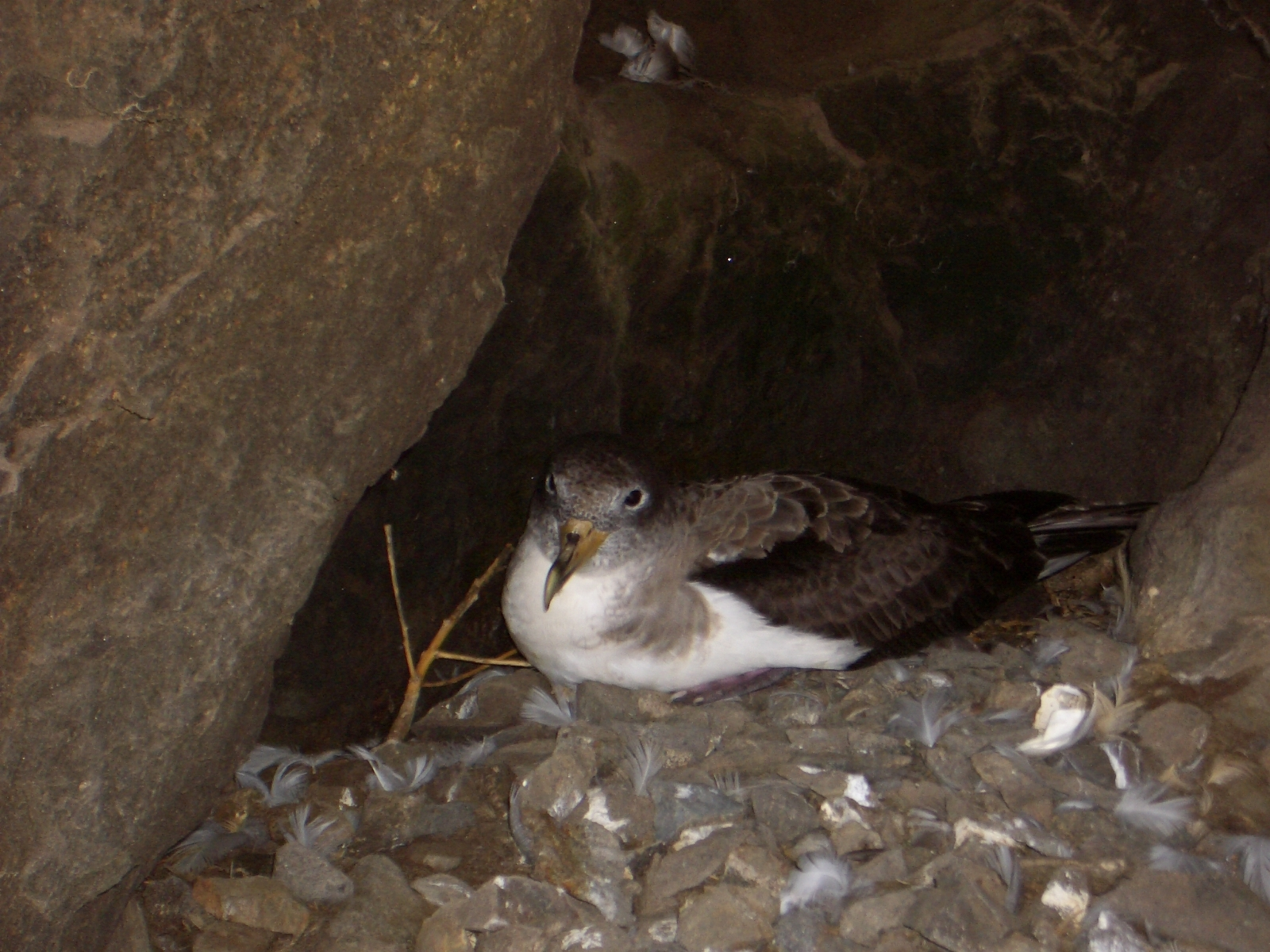
Cagarra na Selvagem Pequena no ninho.

As temperaturas das Ilhas Selvagens excedem as da Ilha da Madeira e a temperatura do mar permanece confortável durante todo o ano. O oceanógrafo francês Jacques-Yves Cousteau afirmou que ali encontrara as águas mais limpas do mundo. Em 2003 as ilhas foram seleccionadas para serem candidatas nacionais para Património Mundial da UNESCO. O seu acesso é restrito, devendo os candidatos a seus visitantes requerer previamente uma autorização especial passada pelo Parque Natural da Madeira.
Na Selvagem Grande existe a chamada Casa do Governo, onde vivem os dois vigilantes da ilha, os únicos habitantes do arquipélago a tempo inteiro; a electricidade provém de painéis solares e a água das chuvas é guardada em grandes cisternas, permitindo enfrentar secas que podem durar três anos.

## História

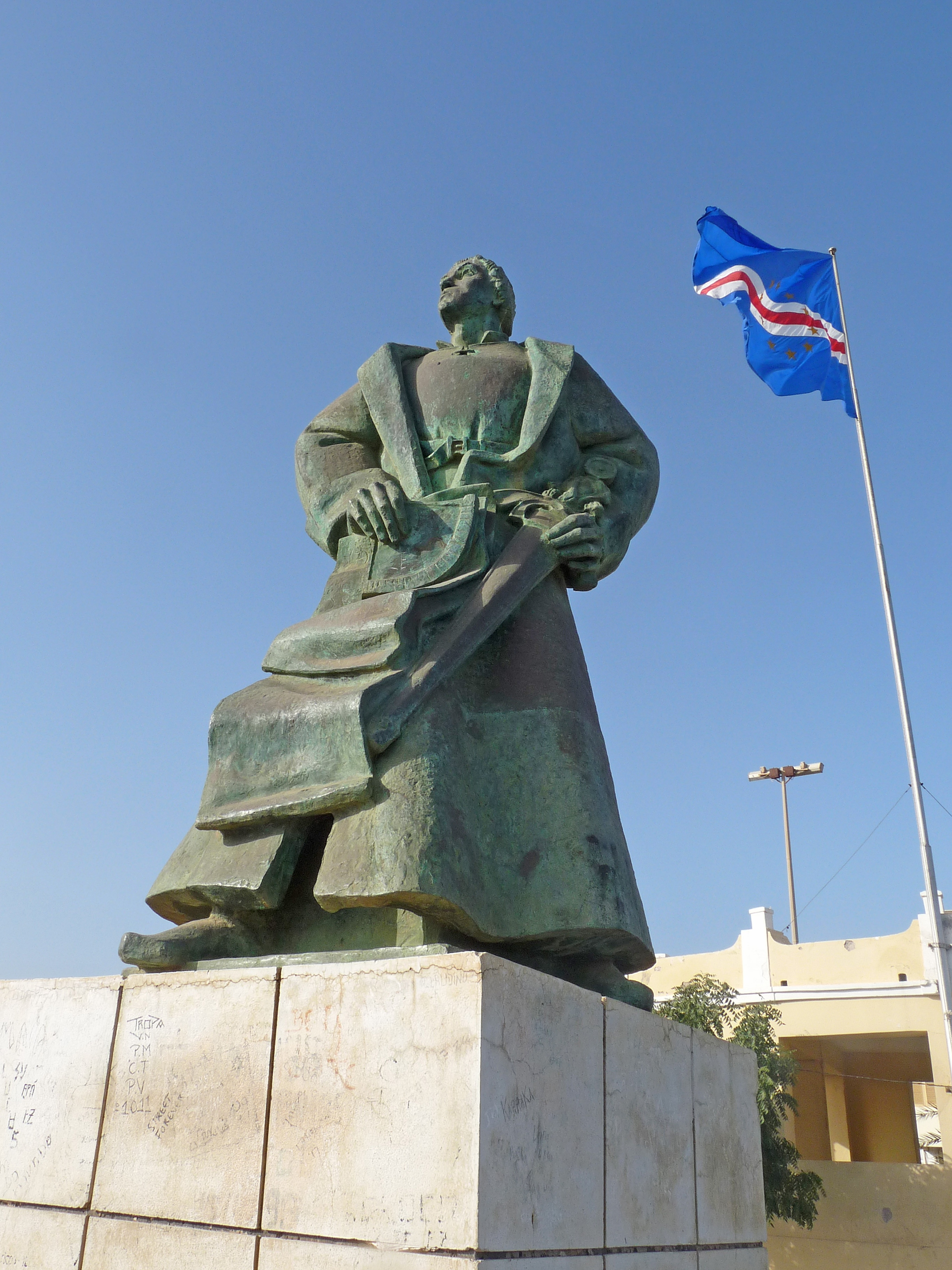
Monumento na cidade da Praia, em honra de Diogo Gomes, que baptizou as Selvagens

Distâncias entre os dois arquipélagos face às ilhas Selvagens

As Ilhas Selvagens foram assim baptizadas em 1438 por Diogo Gomes de Sintra e terão sido descobertas anteriormente por outros marinheiros portugueses ao serviço do infante D. Henrique em data anterior a 1375, pois já constavam nessa data numa carta catalã de Abraão Cresques, ou então segundo alguns historiadores estrangeiros, terão sido visitadas pela primeira vez pelos irmãos Pizzigani em 1364.
A fazer fé nos poucos dados disponíveis, estas ilhas pertenceram inicialmente ao referido infante da Ínclita geração que, depois, a terá doado ou arrendado a alguém da sua Casa. A tradição diz que pertenceu a Gião Caiado, fidalgo da Casa Real e Comendador da Ordem de Cristo, natural de Estremoz, que se fixou em Santa Cruz (Madeira) em 1480. Sendo vendidas a João Cabral de Noronha em 1717 pelo cónego Manuel Ferreira Teixeira, descendente dos referidos Caiados.

### Século XX
O último morgado das Selvagens foi Francisco Cabral de Noronha (-/1916) que as vendeu em 1904 ao banqueiro Luís da Rocha Machado.
Em setembro de 1911, o Governo espanhol enviou uma nota ao Governo português comunicando que deliberara incorporar as Selvagens no arquipélago das Canárias e que ia montar nas ilhas um farol. A administração portuguesa protestou e foi acordado não praticar quaisquer actos que pudessem comprometer uma solução amigável da questão. Em 1938, a Comissão Permanente de Direito Marítimo Internacional confirmou a soberania portuguesa das ilhas, embora a Espanha não tenha tido a oportunidade de defender seus interesses por estar imersa na guerra civil espanhola (1936–1939). As Selvagens, em 1959, despertaram o interesse da World Wildlife Fund (WWF), levando-a a assinar um contrato de promessa de compra com o herdeiro Luís Rocha Machado.
Em 1971, o Estado Português interveio e adquiriu as Ilhas Selvagens, instituindo, nesse mesmo ano, a Reserva Natural das Ilhas Selvagens, o que lhe permitiu impedir a caça excessiva nas ilhas (que quase levou ao desaparecimento da cagarra) e controlar mais efectivamente a pesca ilegal. No ano seguinte foram apreendidas, nas ilhas, duas embarcações de pesca espanholas. Em 1975, aproveitando a turbulência política em Portugal, espanhóis desembarcaram na Selvagem Grande e hastearam uma bandeira espanhola, embora a título absolutamente privado e sem qualquer apoio do Governo espanhol. No ano seguinte, foi apreendida a embarcação espanhola "Ecce Homo Divino" e, dois anos depois, foram apresados, também por pesca ilegal, outros barcos de frota espanhola.
Também no que respeita ao controlo do espaço aéreo, houve ao longo dos anos alguns pequenos incidentes, sempre relacionados com voos efectuados por aviões espanhóis sobre a reserva natural abaixo da altitude acordada com o Governo português. Após alguns desses voos por caças da Força Aérea Espanhola, em 1996, um helicóptero Puma AS-330 simulou uma aterragem na Selvagem Grande, levando a queixas formais por parte do Governo português e pedidos de desculpa por parte de Espanha. No ano seguinte, novos voos a baixa altitude de aviões militares espanhóis tiveram como consequência a chamada do embaixador espanhol Raúl Morodo ao Ministério dos Negócios Estrangeiros português.

### Século XXI
- 2005 — em 23 de junho, quatro barcos de pesca espanhóis foram detidos 28 milhas náuticas (52 km, 32 mi) ao sul das ilhas. Poucos dias depois, em 8 de julho, um biólogo e um dos guardas de reservas naturais na Ilha Selvagem Grande foram ameaçados com uma faca e arpões de pesca subaquática por um grupo de pescadores espanhóis. Um grupo de dez militares da Marinha Portuguesa foi então colocado na ilha por um mês para pôr fim à caça ilegal de espécies protegidas.
- 2007 — em junho, uma pesquisa espanhola e de resgate de avião sobrevoava as ilhas de baixa altitude, levando o Ministério Português do ambiente a entrar em contacto com o seu homólogo espanhol sobre o assunto.[8]
- 2009 — em 26 de maio, o Presidente da Assembleia da República, Jaime Gama, deslocou-se às ilhas, a bordo da fragata Bartolomeu Dias, acompanhado por alguns Deputados, pelo Chefe do Estado-Maior da Armada pelo Secretário Regional do Ambiente e Recursos Naturais da Madeira.
- 2013 — em 5 de julho, a Espanha envia carta reclamando oficialmente às Nações Unidas que as Ilhas Selvagens são apenas rochas e não geram Zona Econômica Exclusiva para Portugal, embora a Espanha aceite que eles gerem mar territorial (reiterando o mesmo protesto já realizado em 2009).[9]
- 2013 — em 18 de julho, o Presidente de Portugal, Aníbal Cavaco Silva, com o Presidente do Governo da Madeira, Alberto João Jardim, o Presidente da Câmara do Funchal e o Presidente da Junta da Sé de Lisboa chegaram às ilhas a bordo da fragata portuguesa "Vasco da Gama" para visitar e permanecer nas ilhas, como parte de uma excursão para atender os moradores e funcionários lá instalados. Aníbal Cavaco Silva tornou-se o primeiro Presidente a pernoitar nas ilhas, já que os ex-presidentes Mário Soares e Jorge Sampaio visitaram somente por algumas horas.[10]
- 2014 — em 22 de setembro, quatro independentistas canários (três homens e uma mulher) da Alternativa Nacionalista Canaria desembarcaram na Selvagem Pequena num protesto de contestação das prospeções petrolíferas previstas na zona e com intuito de instar o governo português a "interceder junto do Parlamento Europeu para que não se comprometa a frágil e exclusiva biodiversidade macaronésica, ante a atitude submissa do governo espanhol, completamente rendido a interesses da Repsol". O veleiro onde os ativistas viajaram partiu horas depois, deixando dois dos homens na ilha. No dia 24, os dois ativistas que pernoitaram na ilha acabaram identificados pela Polícia Marítima portuguesa e foram transportados para o Funchal pelo navio de patrulha da Marinha.[11][12]
- 2014 — em 9 de dezembro, Francisco Lufinha completa a primeira travessia de kitesurf entre as Selvagens e o Funchal, tendo percorrido 160 milhas naúticas (cerca de 300 km) em 12 horas. A travessia começou às 06:00 na Ilha Selvagem Pequena.[13]
- 2016 — em 21 de agosto, o território passou a contar com a presença permanente de dois elementos da Polícia Marítima portuguesa.[14]